# Curtis Jones
Curtis Jones, född 30 januari 2001 i Liverpool, är en engelsk fotbollsspelare som spelar för Liverpool.

## Meriter

### Liverpool
- FA-cupen: 2022
- Engelska Ligacupen: 2022, 2024
- Community Shield: 2022